# 牛欄山酒廠

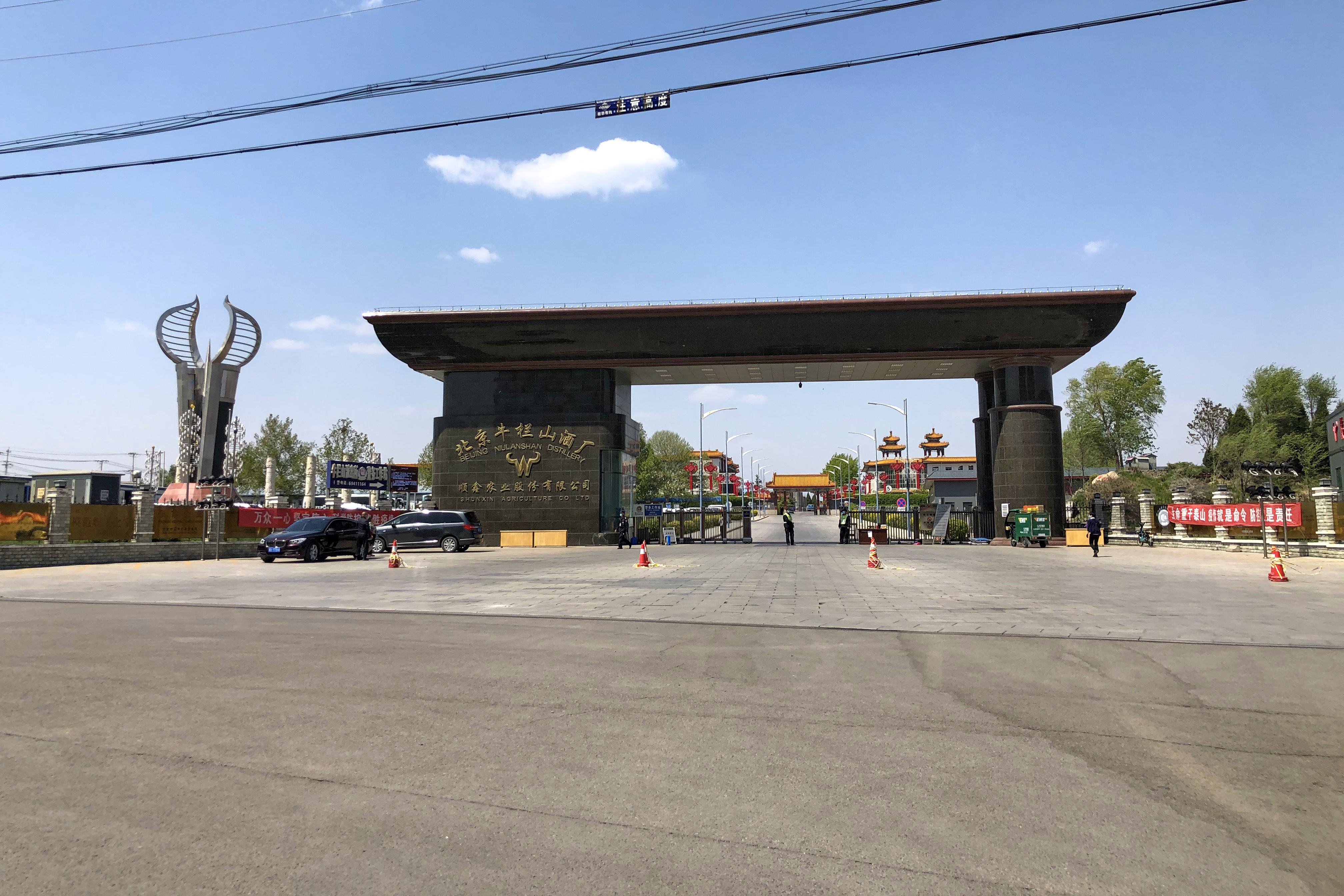
牛栏山酒厂正门

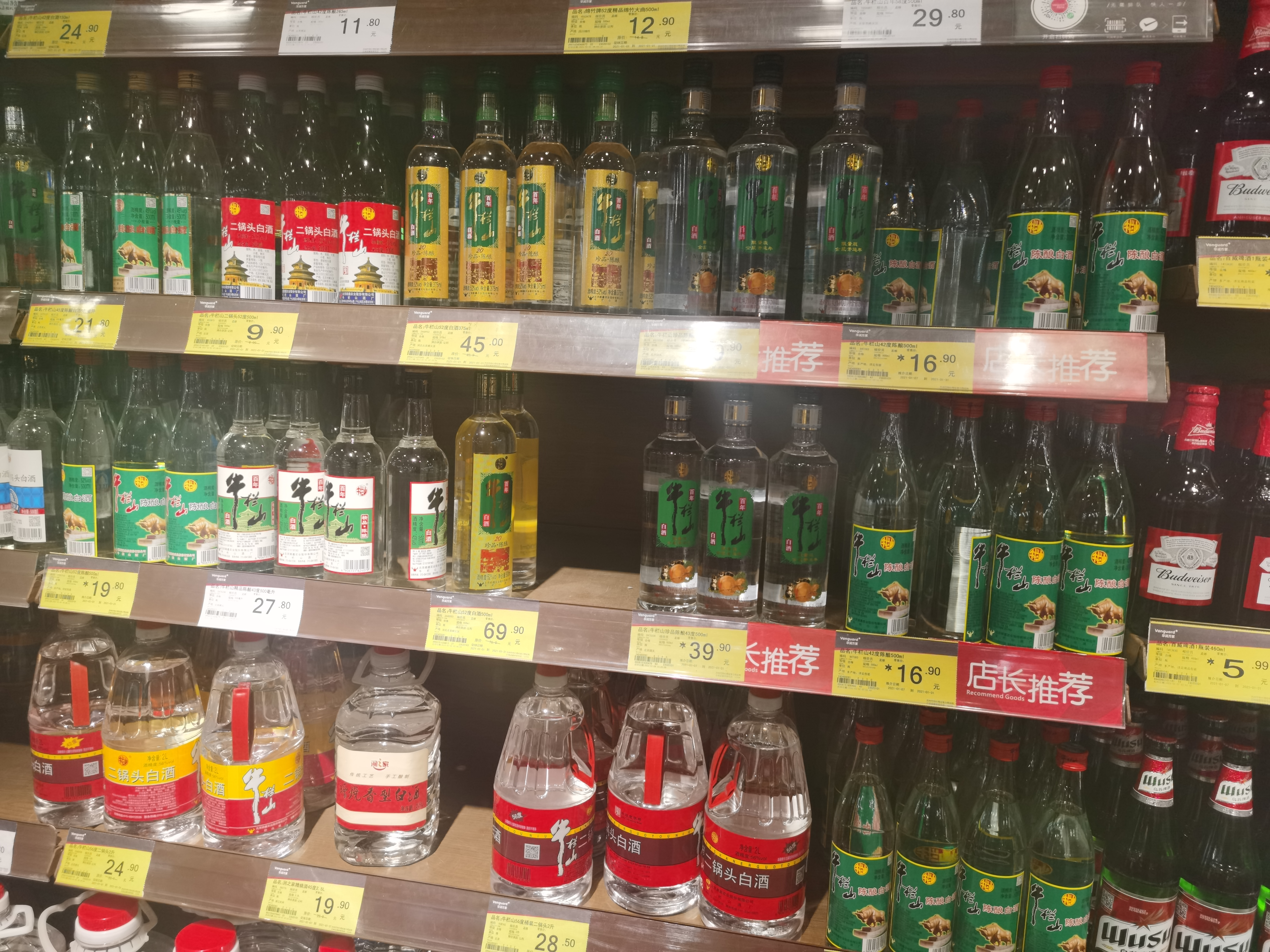
江苏苏州华润万家售卖的各款牛栏山二锅头

牛欄山酒廠（英語：Niulanshan DISTILLERY Factory），在1952年，當時由「富顺成」、「公利」、「魁胜号」和「义信」4家企業建立，屬於北京國有大型企業，以及上市公司北京顺鑫农业股份有限公司旗下。
現時業務主要生產及銷售各類白酒產品，包括主要品牌為「牛欄山」牌麸曲清香型白酒二鍋頭，和1973年研制投产的浓香型白酒潮白河牌红粮大曲，而另一原有品牌「華燈牌」北京大曲，却因為反應不一而終止。其中42度500ML的牛栏山陈酿酒被称为“白牛二”，由于其价格低廉受到消费者欢迎，也成为不法分子造假的对象。
而總部位於中华人民共和国北京市顺义区牛栏山镇，廠長為宋克伟。